# Just Dance 2
Just Dance 2 là một trò chơi nhịp điệu được phát triển bởi Ubisoft Paris và Ubisoft Milan và được phát hành bởi Ubisoft. Trò chơi được phát hành độc quyền cho Wii vào ngày 12 tháng 10 năm 2010 tại Bắc Mỹ và Úc và Châu Âu vào ngày 14 tháng 10 năm 2010, dưới dạng phần tiếp theo của Just Dance 1. Phiên bản PlayStation 3 ban đầu được kế hoạch tạo ra nhưng sau đó đã bị hủy bỏ.
Just Dance 2 chủ yếu tập trung vào việc cải tiến đối với phiên bản ban đầu, bao gồm cả việc bổ sung các bài nhảy đôi (Duet), chế độ nhảy ngẫu nhiên không điểm dừng "Non-Stop Shuffle", chế độ thi đấu "Dance Battle" theo nhóm, chế độ tập thể dục mới "Just Sweat" và nội dung mở rộng có thể tải xuống (DLC)
Just Dance 2 nhận được đánh giá tích cực, các nhà phê bình ca ngợi trò chơi có những cải tiến chất lượng và đáng chú ý hơn so với Just Dance ban đầu bởi các tính năng và chế độ chơi mới của nó, và tiếp tục khẳng định là một "trò chơi tiệc tùng" bằng cách cho phép nhiều người chơi và tiếp cận với đối tượng khán giả phổ thông. Tính đến tháng 1 năm 2011, Just Dance 2 đã bán được hơn 5 triệu bản, trở thành tựa game Wii của bên thứ ba bán chạy thứ , và là phiên bản bán chạy thứ 2 trong series, sau phiên bản kế nhiệm, Just Dance 3 - tựa game Wii bên thứ ba bán chạy nhất.

## Cách chơi

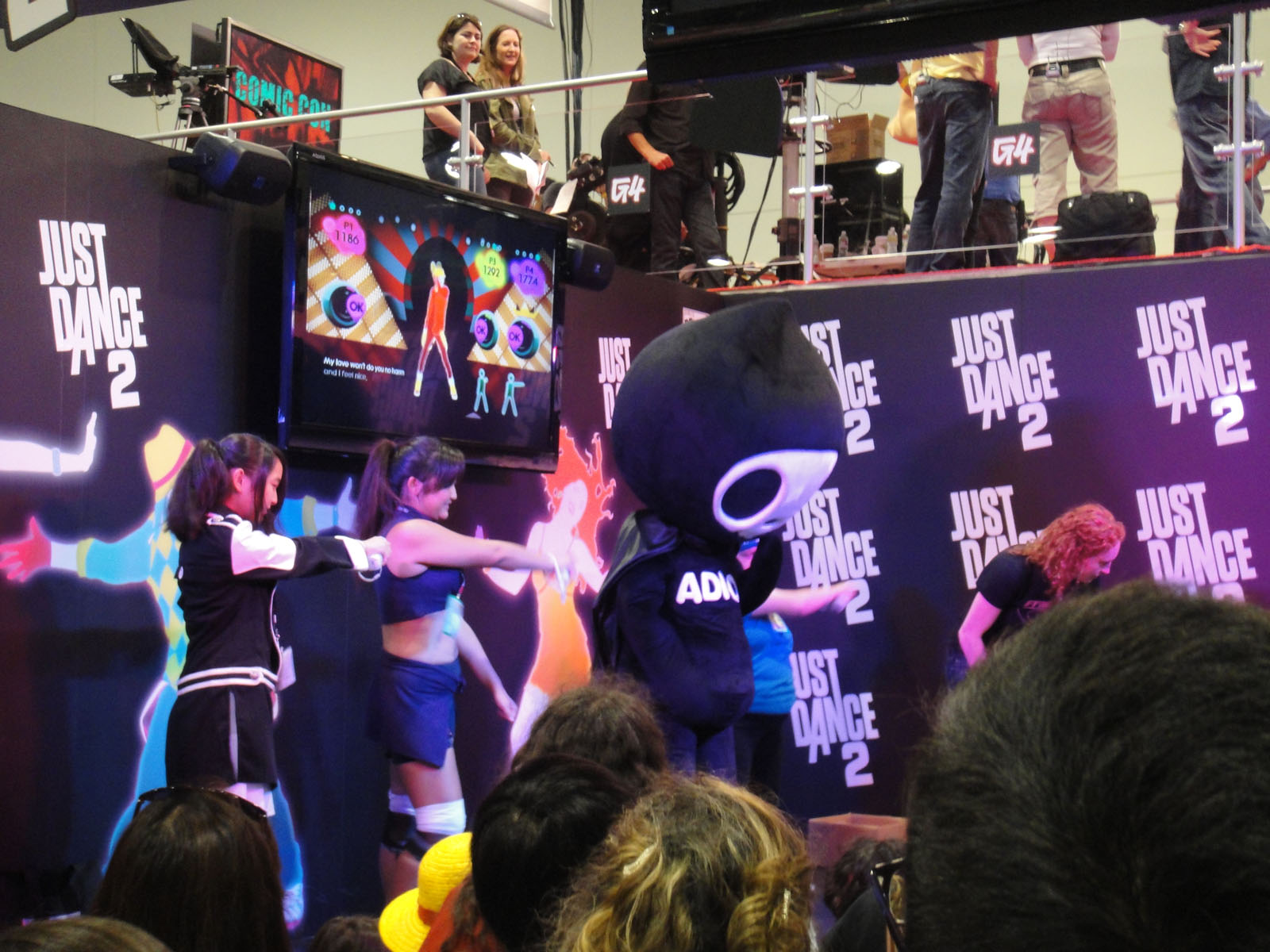
Just Dance 2 tại San Diego Comic-Con 2010.

Gameplay của Just Dance 2 với Gold Moves lần đầu xuất hiện trong series

Lối chơi của Just Dance 2 vẫn giống với bản gốc, khi cầm Wii Remote trên tay, người chơi phải bắt chước theo chuyển động của vũ công trên màn hình với bài hát đã chọn. Người chơi được đánh giá dựa trên độ chính xác, và hệ thống tính điểm của họ. Khác với bản đầu tiên khi sử dụng biểu tượng, phiên bản 2 trở về sau sử dụng tên để thể hiện người chơi. Cấp độ chấm điểm cũng có sự thay đổi, trong khi điểm "X" và "Ok" vẫn giữ nguyên thì điểm "Great" đã bị loại bỏ, thay vào đó là thêm 2 điểm mới "Good" - cao hơn "Ok" và "Perfect" - cao hơn "Good". "Shake Moves" cũng đã được thay thế bằng "Gold Moves", thay vì lắc Wii Remote, tất cả người chơi phải làm theo chuyển động trên màn hình có màu vàng và hiệu ứng vàng xung quanh. Nếu người chơi làm không làm tốt "Gold Moves" sẽ nhận "X", còn nếu làm tốt sẽ nhận được điểm "Yeah", đem lại 1 lượng lớn điểm. Đây cũng là phiên bản đầu tiên giới thiệu cơ chế đánh giá tổng kết 1 đến 5 sao dựa trên điểm của người chơi. Điểm số đánh giá được dựa trên 3 yếu tố, điểm bình thường nhận trong bài hát, số "Gold Moves" đạt được và "On Fire" (đạt chuỗi Good hoặc Perfect liên tục không đứt đoạn). Hệ thống đánh giá điểm tiếp tục được sử dụng và hoàn thiện hơn ở các phiên bản về sau.
Các bài hát được thiết kế với chế độ nhảy đôi có tính năng vũ đạo được thiết kế cho hai người chơi. Một chế độ mới được gọi là "Dance Battle" cũng được giới thiệu, trong đó người chơi phải nhảy trên một loạt các bài hát và minigame để kiếm điểm cho đội của họ. Chế độ có thể được chơi với tối đa tám người chơi, được chia thành hai đội bốn người. Minigames trong chế độ này bao gồm "Simon Says" và "Race". "Medleys" là video chiếu 1 phân đoạn nhỏ từ 5 bài hát ngẫu nhiên và chuyển đổi liên tục từng bài một. Một chế độ chơi ngẫu nhiên được biết với tên "Non-Stop Shuffle" cũng được giới thiệu, đây là chế độ các bài hát được chơi ngẫu nhiên liên tục mà không cần phải chọn bài từ danh sách bài hát.
Một chế độ chơi tập trung vào việc tập thể dục mới được gọi là "Just Sweat" cũng đã được thêm vào. Chế độ này được thiết kế để người chơi tập thể dục hàng ngày, cho phép người chơi chọn các bài hát dựa trên cường độ. Mọi hoạt động trong chế độ "Just Sweat" được tính bằng "sweat points".

## Danh sách các bài hát
Trò chơi bao gồm 48 bài hát, và cả những nội dung mở rộng có thể tải xuống (DLC):
Ghi chúː Tất cả DLC đã không còn có thể mua được do cửa hàng Wii Shop Channel đã ngưng hoạt động vào ngày 30 tháng 1 năm 2019 và loại bỏ Wii Points vào ngày 26 tháng 3 năm 2018. Tuy nhiên, hầu hết bài hát vẫn sẽ có được nếu người chơi sỡ hữu Just Danceː Summer Party.
| Tên bài hát                                  | Nghệ sĩ                                                                                       | Chế độ | Độ khó | Độ tốn sức | Năm  |
| -------------------------------------------- | --------------------------------------------------------------------------------------------- | ------ | ------ | ---------- | ---- |
| "A-Punk"                                     | Vampire Weekend                                                                               | Đôi    | 1      | 2          | 2008 |
| "Alright"                                    | Supergrass                                                                                    | Đôi    | 2      | 2          | 1995 |
| "American Boy" (DLC)                         | Estelle và Kanye West                                                                         | Đôi    | 2      | 1          | 2008 |
| "Baby Girl"                                  | Reggaeton                                                                                     | Đơn    | 3      | 2          | 2003 |
| "Barbie Girl" (DLC)                          | Countdown Dee's Hit Explosion (bản gốc bởi Aqua)                                              | Đôi    | 1      | 3          | 1997 |
| "Big Girl (You Are Beautiful)"               | Mika                                                                                          | Đơn    | 1      | 2          | 2007 |
| "Body Movin'" (Fatboy Slim Remix)            | Beastie Boys                                                                                  | Đơn    | 1      | 3          | 1998 |
| "Born To Be Wild" (DLC)                      | Steppenwolf                                                                                   | Đơn    | 1      | 2          | 1968 |
| "Call Me"                                    | Blondie                                                                                       | Đơn    | 2      | 3          | 1980 |
| "Chessy Cha Cha"                             | APM Music                                                                                     | Đơn    | -      | -          | 2010 |
| "Chicken Payback" (DLC)                      | A Band of Bees                                                                                | Đơn    | 1      | 1          | 2004 |
| "Come On Eileen" (DLC)                       | Dexys Midnight Runners                                                                        | Đôi    | 3      | 3          | 1982 |
| "Cosmic Girl"                                | Jamiroquai                                                                                    | Đơn    | 1      | 2          | 1996 |
| "Crazy in Love"                              | Studio Musicians (bản gốc bởi Beyoncé và Jay-Z)                                               | Đơn    | 3      | 2          | 2003 |
| "Crazy Christmas" (DLC)                      | Santa Clones                                                                                  | Đơn    | 2      | 3          | 2010 |
| "Crying Blood" (DLC)                         | V V Brown                                                                                     | Đơn    | 2      | 2          | 2008 |
| "D.A.N.C.E."                                 | Justice                                                                                       | Đơn    | 2      | 3          | 2007 |
| "Dagomba"                                    | Sorcerer                                                                                      | Đơn    | 2      | 3          | 2010 |
| "Down By The Riverside" (DLC)                | The Reverend Horatio Duncan và Amos Sweets                                                    | Đơn    | 2      | 1          | 1918 |
| "Firework" (DLC)                             | Katy Perry                                                                                    | Đơn    | 1      | 2          | 2010 |
| "Funkytown"                                  | Sweat Invaders (bản gốc bởi Lipps Inc.)                                                       | Đơn    | 1      | 1          | 1979 |
| "Futebol Crazy" (DLC)                        | Paul J. Borg (The World Cup Girls)                                                            | Đơn    | 1      | 2          | 2006 |
| "Girlfriend"                                 | Avril Lavigne                                                                                 | Đôi    | 2      | 3          | 2007 |
| "Hey Ya!"                                    | Outkast                                                                                       | Đơn    | 3      | 3          | 2003 |
| "Holiday"                                    | The Hit Crew (bản gốc bởi Madonna)                                                            | Đơn    | 2      | 1          | 1983 |
| "Hot Stuff"                                  | Donna Summer                                                                                  | Đôi    | 2      | 1          | 1979 |
| "Here Comes the Hotstepper" (DLC)            | The Hit Crew (bản gốc bởi Ini Kamoze)                                                         | Đơn    | 2      | 2          | 1994 |
| "Idealistic"                                 | Digitalism                                                                                    | Đơn    | 1      | 2          | 2007 |
| "I Got You (I Feel Good)"                    | James Brown                                                                                   | Đơn    | 2      | 2          | 1965 |
| "Iko Iko"                                    | Mardi Gras (bản gốc bởi Captain Jack)                                                         | Đơn    | 1      | 2          | 1953 |
| "It's Raining Men"                           | The Weather Girls                                                                             | Đơn    | 2      | 3          | 1983 |
| "It's Not Unusual" (DLC)                     | Tom Jones                                                                                     | Đơn    | 2      | 2          | 1965 |
| "I Want You Back"                            | The Jackson 5                                                                                 | Đơn    | 2      | 1          | 1969 |
| "Jai Ho! (You Are My Destiny)"               | A. R. Rahman, The Pussycat Dolls và Nicole Scherzinger                                        | Đơn    | 2      | 2          | 2008 |
| "Jump"                                       | Studio Allstars (bản gốc bởi Kris Kross)                                                      | Đôi    | 3      | 3          | 1992 |
| "Jump in the Line"                           | Harry Belafonte                                                                               | Đôi    | 3      | 2          | 1961 |
| "Jungle Boogie"                              | Studio Musicians (bản gốc bởi Kool & the Gang)                                                | Đơn    | 2      | 2          | 1973 |
| "Katti Kalandal"                             | Bollywood                                                                                     | Đôi    | 2      | 2          | 2004 |
| "Kung Fu Fighting" (DLC)                     | Carl Douglas                                                                                  | Đôi    | 2      | 2          | 1974 |
| "Mambo No. 5" (DLC)                          | Lou Bega                                                                                      | Đôi    | 3      | 2          | 1999 |
| "Maniac" (DLC)                               | Studio Allstars (bản gốc bởi Michael Sembello)                                                | Đơn    | 2      | 3          | 1983 |
| "Monster Mash"                               | The Frighteners (bản gốc bởi Bobby "Boris" Pickett)                                           | Đơn    | 1      | 1          | 1962 |
| "Move Your Feet"                             | Junior Senior                                                                                 | Đơn    | 3      | 3          | 2002 |
| "Moving On Up" (DLC)                         | M People                                                                                      | Đơn    | 1      | 2          | 1993 |
| "Mugsy Baloney"                              | Charleston                                                                                    | Đôi    | 3      | 2          | 2002 |
| "Nine In The Afternoon" (DLC)                | Panic! At The Disco                                                                           | Đôi    | 1      | 1          | 2008 |
| "Pon De Replay" (DLC)                        | Rihanna                                                                                       | Đơn    | 2      | 2          | 2005 |
| "Professor Pumplestickle" (DLC)              | Nick Phoenix and Thomas J. Bergersen                                                          | Đôi    | 3      | 1          | 2009 |
| "Proud Mary"                                 | Ike and Tina Turner                                                                           | Đơn    | 2      | 3          | 1971 |
| "Pump Up The Volume" (DLC)                   | M/A/R/R/S                                                                                     | Đơn    | 2      | 2          | 1987 |
| "Rasputin"                                   | Boney M.                                                                                      | Đơn    | 3      | 3          | 1978 |
| "Rockafeller Skank"                          | Fatboy Slim                                                                                   | Đơn    | 3      | 3          | 1998 |
| "S.O.S."                                     | Rihanna                                                                                       | Đơn    | 3      | 2          | 2006 |
| "Satisfaction" (Issak Original Extended)     | Benny Benassi & The Biz                                                                       | Đơn    | 1      | 1          | 2002 |
| "Should I Stay or Should I Go"               | The Clash                                                                                     | Đơn    | 1      | 2          | 1982 |
| "Skin-To-Skin" (DLC)                         | Sweat Invaders                                                                                | Đơn    | 1      | 3          | 2008 |
| "Song 2" (DLC)                               | Blur                                                                                          | Đơn    | 2      | 2          | 1997 |
| "Soul Bossa Nova"                            | Quincy Jones and His Orchestra                                                                | Đôi    | 1      | 1          | 1962 |
| "Spice Up Your Life" (DLC) (NM)              | Spice Girls                                                                                   | Đôi    | 2      | 2          | 1997 |
| "Sway (Quien Sera)"                          | Marine Band (bản gốc bởi Michael Bublé)                                                       | Đôi    | 2      | 1          | 2003 |
| "Sympathy for the Devil" (Fatboy Slim Remix) | The Rolling Stones                                                                            | Đơn    | 1      | 1          | 1968 |
| "Take Me Out"                                | Franz Ferdinand                                                                               | Đơn    | 2      | 2          | 2004 |
| "That's Not My Name"                         | The Ting Tings                                                                                | Đơn    | 2      | 1          | 2008 |
| "The Shoop Shoop Song (It's in His Kiss)"    | Cher                                                                                          | Đôi    | 2      | 2          | 1990 |
| "The Power"                                  | Snap!                                                                                         | Đơn    | 2      | 3          | 1990 |
| "Tik Tok"                                    | Kesha                                                                                         | Đơn    | 2      | 1          | 2009 |
| "Toxic"*                                     | The Hit Crew (bản gốc bởi Britney Spears)                                                     | Đơn    | 3      | 1          | 2003 |
| "Viva Las Vegas"                             | Elvis Presley                                                                                 | Đơn    | 2      | 2          | 1964 |
| "Wake Me Up Before You Go-Go"                | Wham!                                                                                         | Đơn    | 1      | 2          | 1984 |
| "Walk Like an Egyptian"                      | The Bangles                                                                                   | Đơn    | 2      | 2          | 1986 |
| "When I Grow Up"                             | The Pussycat Dolls                                                                            | Đơn    | 2      | 1          | 2008 |
| "Why Oh Why" (DLC)                           | Stephane Huguenin, Yves Sanna và Christian Padovan (hiển thị trong game dưới tên Love Letter) | Đôi    | 1      | 1          | 2007 |
| "You Can't Hurry Love" (DLC)                 | The Supremes                                                                                  | Đôi    | 2      | 2          | 1966 |

## Quảng bá
Just Dance 2 được xuất hiện trong MV "Last Friday Night (T.G.I.F)" của nữ ca sĩ Katy Perry tại phút 03:18.
Cụ thể, Katy và những người bạn của cô nhún nhảy theo bài hát "Hot Stuff" bởi Donna Summer trong game.

## Đón nhận
Just Dance 2 nhận được đánh giá tương đối tích cực. Metacritic liệt kê trò chơi với tổng điểm 74.
GameSpot đánh giá cao chất lượng cải tiến của Just Dance 2 so với phiên bản tiền nhiệm, thừa nhận những cải tiến như phát hiện chuyển động "chặt chẽ" khó "gian lận" hơn, đầu tư diện mạo hơn cho nhân vật và phông nền. Sự đa dạng của các bài hát và vũ đạo cũng được khen ngợi, chế độ nhảy đôi mới được coi là thú vị nhất để trải nghiệm vì người chơi có thể tương tác với nhau. Just Dance 2 nhận được nhiều sự khen ngợi hơn phiên bản trước bằng việc bổ sung thêm nhiều người chơi, các minigame và DLC được coi là những thay đổi làm tăng thêm giá trị cho toàn bộ trò chơi. Tóm lại, GameSpot cho rằng "Xét về việc một trò chơi thiếu sót hệ thống phần thưởng hoặc một chút thử thách khó hơn trong phần chơi đơn, những điều đó đã dễ dàng loại bỏ trong Just Dance 2 - một phần tiếp theo mà đã học được chút ít từ những sai lầm của phiên bản tiền nhiệm. Rủ một nhóm bạn với nhau, tận hưởng cuộc vui với những bài hát hot nhất và vũ đạo vui nhộn nhất mà bất cứ ai cũng có thể nhảy theo và cuối cùng là tống khứ "kẻ ngốc" trong con người của mình ra."
IGN.com lưu ý rằng mặc dù vẫn "hoàn toàn không có chiều sâu hay sự tinh tế", Just Dance 2 vẫn "cực kỳ thú vị", trò chơi tiếp tục phất lờ những nội dung có thể mở khóa trong game và phát triển theo hướng tập trung vào trải nghiệm chơi trò chơi để được đánh bóng hơn. Liên quan đến các đối thủ cạnh tranh, Just Dance 2  được coi là trò chơi có lợi thế hơn Dance Central bởi vì bạn không phải mua một chiếc Camera giá 130 Bảng Anh để chơi nó." IGN cho trò chơi điểm 8/10 và kết luận rằng Just Dance 2 là "niềm vui không quá phức tạp" và sẽ thu hút những người "thích nhảy mà không bận tâm về game."
Các vấn đề từ bản Just Dance đầu tiên đã được ghi nhận. Điều khiển chuyển động được cho là đôi khi vẫn không chính xác. Một số nhà phê bình cũng nhận thấy giá bài hát DLC hơi quá cao.
Doanh thu của Just Dance 2 đã vượt qua cả bản gốc; với hơn 5 triệu bản tính đến tháng 1 năm 2011, đây là tựa game bên thứ ba bán chạy nhất cho Wii.  Laurent Detoc, Giám đốc điều hành hoạt động tại Bắc Mỹ của Ubisoft, tuyên bố rằng thành tích này "kiên cố hóa" thương hiệu Just Dance như một hiện tượng văn hóa đại chúng".

## Phiên bản khác
Phiên bản Best Buy ( được đặt tên là Just Dance 2: Special Edition ) được ra mắt ở Bắc Mĩ bao gồm 3 bài hát độc quyền bao gồm "Should I Stay or Should I Go" của The Clash, "Funkytown" của Lipps Inc. (được cover bởi Sweat Invaders trong game) và "Jai Ho (You Are My Destiny)" của The Pussycat Dolls và Nicole Scherzinger.